# Rathinda triopas
Rathinda triopas är en fjärilsart som beskrevs av Pieter Cramer 1782. Rathinda triopas ingår i släktet Rathinda och familjen juvelvingar. Inga underarter finns listade.